# Chamaecyparis formosensis
Chamaecyparis formosensis är en cypressväxtart som beskrevs av Jinzô Matsumura. Chamaecyparis formosensis ingår i släktet ädelcypresser och familjen cypressväxter. IUCN kategoriserar arten globalt som starkt hotad. Inga underarter finns listade i Catalogue of Life.
Arten förekommer i bergstrakter i Taiwan. Den växer i regioner som ligger 1700 till 2900 meter över havet. Chamaecyparis formosensis hittas främst i skogar där den tillsammans med en underart av japansk ädelcypress är det dominerande trädet. Andra träd som kan förekomma är Calocedrus formosana, Cunninghamia konishii, Taiwania cryptomerioides och Tsuga chinensis. Låga växter i skogarna är bland annat busken Stranvaesia davidiana och bambuarten Yushania niitakayamensis.
Detta träd kan bli 3000 år gammalt.

## Bildgalleri

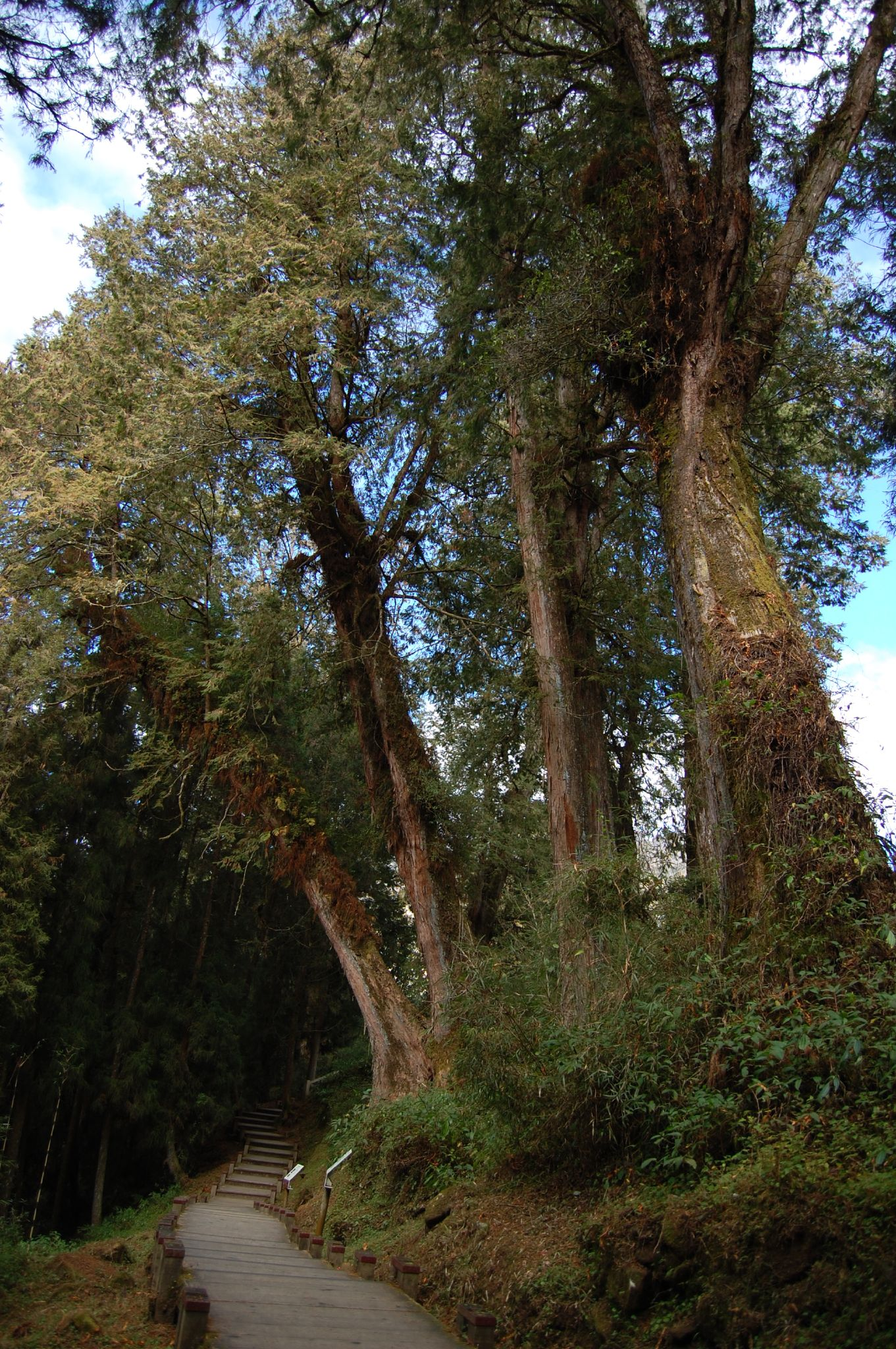
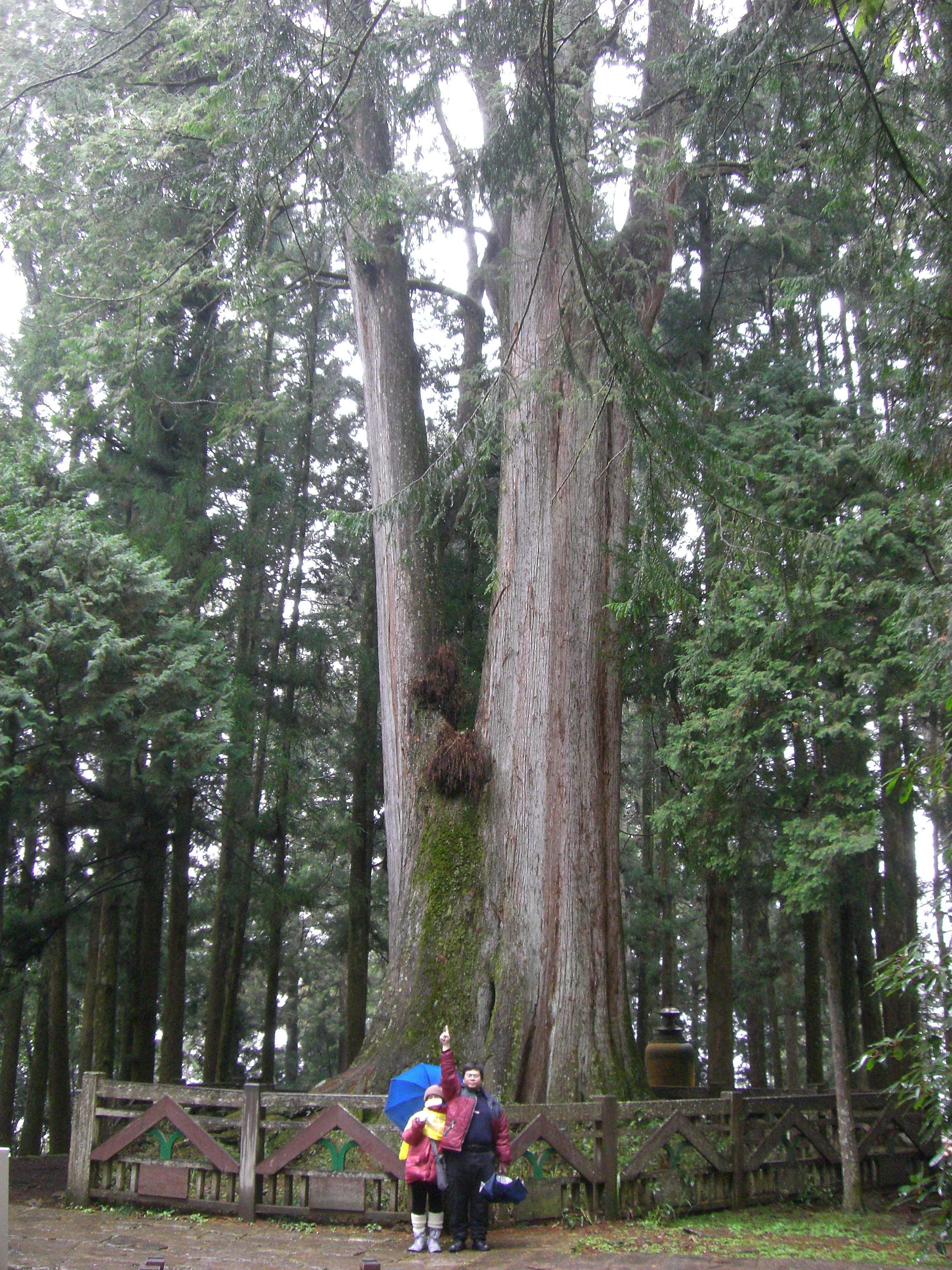
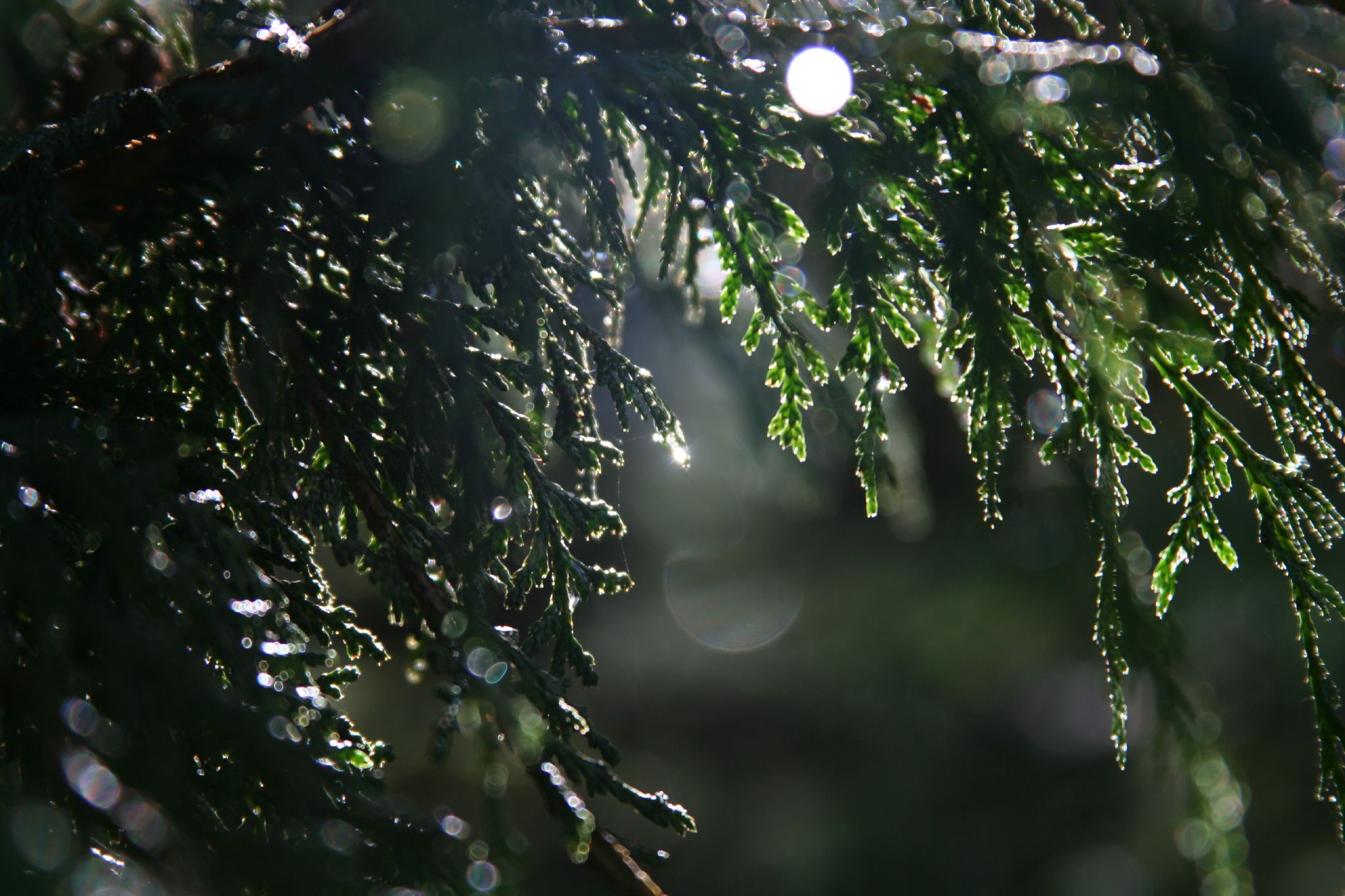
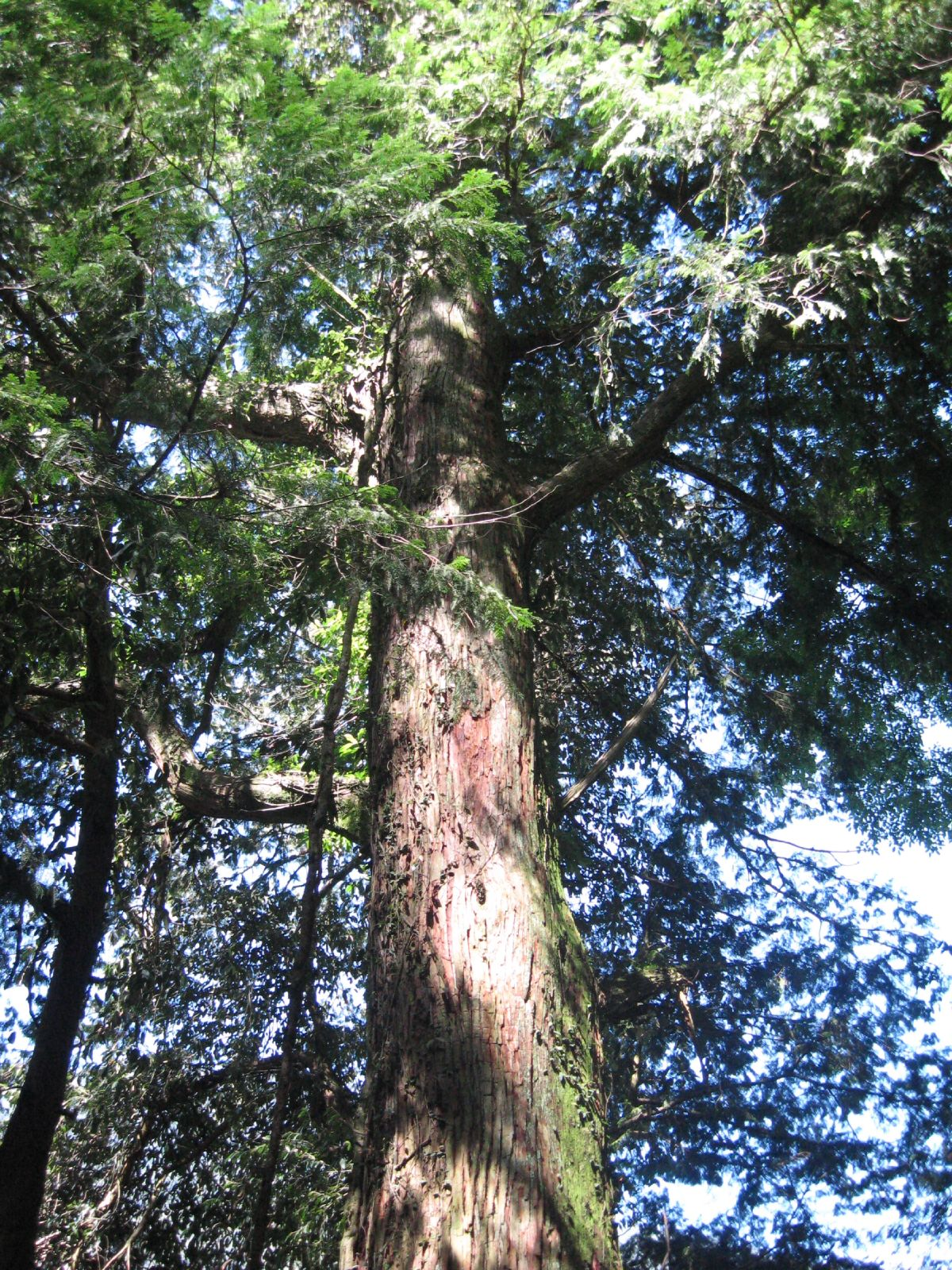
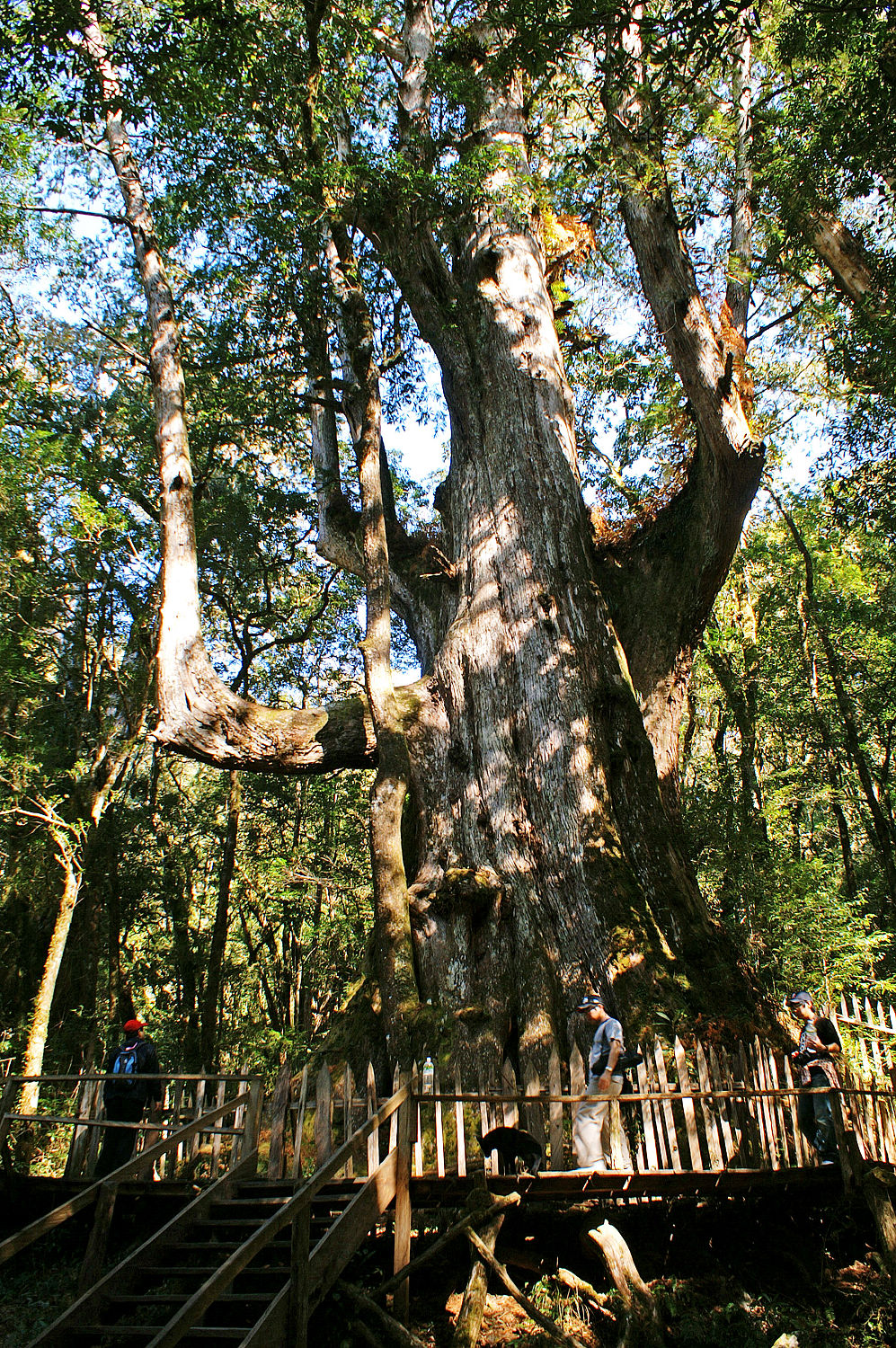
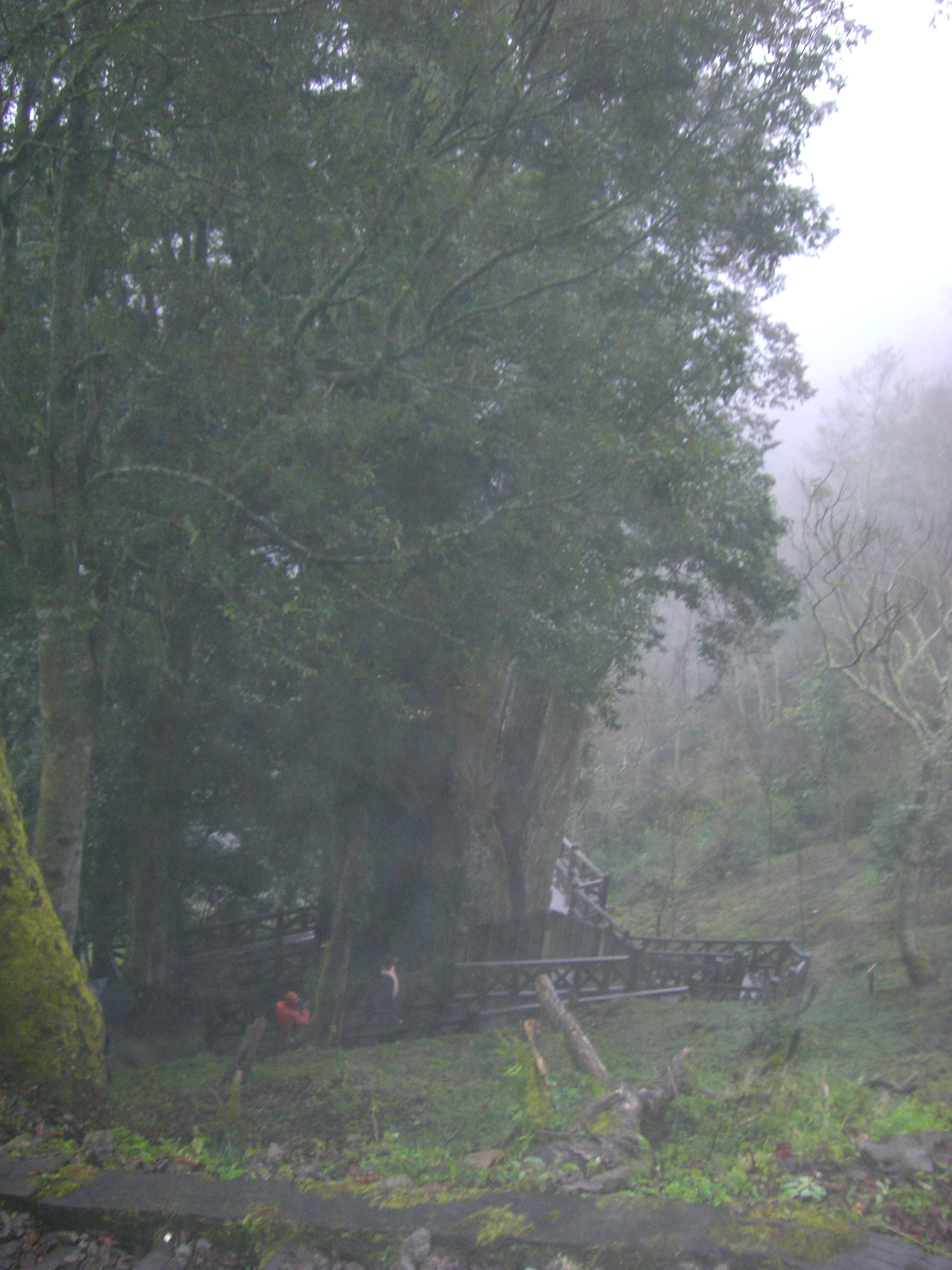